# Сепуку
Сепуку (切腹) је врста ритуалног самоубиства, карактеристична за културу Јапана. Сепуку је један од кључних делова бушида, кодекса јапанских ратника самураја. Самоубиство су чиниле особе које су изгубиле част или им је то наредио господар, те као израз протеста у случајевима када се властита морална начела нису слагала с господаровом наредбом.
У Европи и Америци је раширен израз харакири (腹切り) (из јап. хара = трбух и киру = сећи), но он описује само један део ритуала и његово коришћење у Јапану може бити увредљиво. Жене су почињавале сепуку забадањем ножа у срце.

## Историја
Први забележени случајеви таквог самоубиства сежу у 11 век, и продор Будизма у Јапану, те прихватања Бушида. Сви детаљи и формалности око извршења тог чина су усвојени и прописани током 15. и 16. века. и од тада се нису мењали.
Ваља напоменути да су сепуку вршили припадници класе самураја, те племићи, а у одређеним, ипак ретким случајевима, и њихове жене и деца. Премда су се жене најчешће убијале забијањем бодежа или дугачке игле за косу у срце.
Постојали су многобројни разлози за сепуку, као нпр. казна за разне злочине, за које би обичан грађанин био смакнут, а припадницима наведених класа се остављала могућност да изврше часно самоубиство. Затим, смрт господара - случај код самураја (мада нити он није био тако чест како се то мисли), затим као израз неслагања са неком господаревом одлуком, или једноставно као приказ властите резигнације одређеним ситуацијама, затим, како би се избегло заробљавање (по бушиду највећа срамота која може задесити самураја је да падне у заробљеништво).

## Ритуал
Сам ритуал се одвијао у зору, те био обављан у вртовима, будистичким храмовима или судницама. Свако ко би се кренуо убити могао је изабрати помагача - каишкунина, или професионалца, како се то онда звало специјалисту за убијање једним потезом мача иаијутсука или неког свог пријатеља, којему је тако исказивао велику част, а понекад се он и званично додељивао од стране суда.
У глобалу, сепуку се и није састојао у дословном самоубиству, већ у задавању смртоносних рана, убодом бодежа у леву доњу страну трбуха и парањем у десну страну, након чега би му помагач одсекао главу. Но. «по правилима» глава је морала остати висити на једном комадићу коже.
Након обреда, у којем су неријетко учествовали и гледаоци, бодеж, катана те дрвени столић били би уништени јер су на себи носили печат смрти.

## Нестанак сепукуа
Године 1868. Сепуку је забрањен у Јапану. Кад је цар Хирохито, 10. августа 1945. објавио капитулацију у рату против Сједињених Америчких Држава, пораз је значио изгубљену част и доста Јапанаца је вјеровало да ће цар починити сепуку, што он није учинио.
Посљедњи починилац ове крваве традиције био је јапански писац Јукио Мишима. 1970. починио је пред новинарима најављени сепуку, а асистирао му је један пријатељ.